# Luma unicolor
Luma unicolor is een vlinder van de familie van de grasmotten (Crambidae), uit de onderfamilie van de Spilomelinae. De wetenschappelijke naam van deze soort is voor het eerst voorgesteld als Pelena unicolor door Frederic Moore in een publicatie uit 1886.
De soort komt voor in Sri Lanka.